# Zwężenie zastawki mitralnej
Zwężenie zastawki mitralnej (ang. mitral stenosis) – nabyta wada serca polegająca na zmniejszeniu powierzchni przepływu krwi z lewego przedsionka do lewej komory serca. Występuje głównie u ludzi w młodym i średnim wieku jako powikłanie gorączki reumatycznej. Postępujące zwężenie może prowadzić do upośledzenia objętości wyrzutowej serca, a także do zastoju w krążeniu płucnym i rozwoju nadciśnienia płucnego. Główne objawy to: łatwe męczenie się, duszność, zmniejszenie tolerancji wysiłku, kaszel. Podstawowym badaniem diagnostycznym w rozpoznawaniu zwężenia zastawki mitralnej jest echokardiografia. Jako powikłanie najczęściej występują: migotanie przedsionków i powikłania zakrzepowo-zatorowe. W leczeniu stosuje się zarówno metody farmakologiczne jak i operacyjne. Rokowanie przy niewielkich zwężeniach i braku objawów podmiotowych jest dobre.

## Epidemiologia
Zwężenie zastawki mitralnej występuje głównie u ludzi w młodym i średnim wieku. Prawie dwukrotnie częściej dotyka kobiet. Mimo spadku zachorowań na gorączkę reumatyczną, zwężenie zastawki mitralnej wciąż odpowiada za znaczącą liczbę zachorowań
i zgonów w skali światowej.

## Etiologia
Najczęstszą przyczyną powstania zwężenia zastawki mitralnej jest gorączka reumatyczna (u 40% chorych, którzy przebyli gorączkę reumatyczną rozwinie się zwężenie). Bardzo rzadko zwężenie ma charakter schorzenia wrodzonego.
Etiologia zwężenia zastawki mitralnej
- zwężenie strukturalne (zmiany organiczne w obrębie płatków zastawki powodujące ograniczenie ich ruchomości)
  - gorączka reumatyczna
  - infekcyjne zapalenie wsierdzia
  - zwapnienia pierścienia mitralnego
  - zapalenie wsierdzia Libmana-Sacksa
  - reumatoidalne zapalenie stawów
  - zespół rakowiaka
  - mukopolisacharydozy
  - sfingolipidozy
- zwężenie czynnościowe (płatki zastawek o prawidłowej strukturze, zwężenie spowodowane niedostatecznym ich otwieraniem)
  - fala zwrotna przez zastawkę aortalną
  - skrzeplina w lewym przedsionku
  - śluzak lewego przedsionka
  - kardiomiopatia przerostowa
- zwężenie względne (stany chorobowe przebiegające ze zwiększonym przepływem przez zastawkę mitralną)
  - ubytek przegrody międzykomorowej
  - przetrwały przewód tętniczy

## Patofizjologia
Zwężenie postępuje powoli, w ciągu lat. Prawidłowo funkcjonująca zastawka dwudzielna zapewnia połączenie pomiędzy lewym przedsionkiem i lewą komorą serca i zapobiega cofaniu się krwi z komory do przedsionka. Przy zwężeniu zostaje upośledzone napełnianie komory (które dokonuje się w czasie rozkurczu). Wpompowanie odpowiedniej ilości krwi do komory wymaga większego ciśnienia (gradient pomiędzy ciśnieniem w lewym przedsionku a ciśnieniem końcoworozkurczowym w lewej komorze ulega zwiększeniu). Dochodzi do przerostu przedsionka. Postępujące zwężenie upośledza napełnianie lewej komory w stopniu niewystarczającym do utrzymania prawidłowej objętości minutowej serca. Objawia się to osłabieniem i zmniejszeniem tolerancji wysiłku. Jednocześnie zwiększone ciśnienie w tętnicy płucnej przenosi się na naczynia żylne prowadząc do zastoju w płucach (duszność, nocne napady kaszlu). Może dojść także do rozwoju nadciśnienia płucnego wskutek zwężenia tętniczek płucnych i przerostu ich błony wewnętrznej i środkowej.
Prawidłowa powierzchnia ujścia mitralnego (MVA) wynosi 4–5 cm2 a gradient mitralny (MVG) nie przekracza 1-3 mmHg. Objawy spoczynkowe pojawiają się zwykle przy zmniejszeniu ujścia poniżej 1,5 cm2.
| stopień zwężenia | MVG        | MVA         | średnie ciśnienie w kapilarach płucnych |
| ---------------- | ---------- | ----------- | --------------------------------------- |
| niewielkie       | <5 mm Hg   | >1,5 cm²    | <30 mm Hg                               |
| umiarkowane      | 5–10 mm Hg | 1,0-1,5 cm² | 30–50 mm Hg                             |
| duże             | >10 mm Hg  | <1,0 cm²    | >50 mm Hg                               |

## Objawy i przebieg
| grupa | MVA         | wydolność                                        |
| ----- | ----------- | ------------------------------------------------ |
| I     | > 2,0 cm2   | dobra wydolność, objawy przy dużych obciążeniach |
| II    | 1,5-2,0 cm2 | objawy przy średnim wysiłku fizycznym            |
| III   | 1,0-1,5 cm2 | objawy przy niewielkim wysiłku fizycznym         |
| IV    | < 1,0 cm2   | objawy w spoczynku                               |

### Objawy podmiotowe
- zmniejszenie tolerancji wysiłku
- męczenie się
- duszność wysiłkowa
- kaszel nocny, tzw. asthma cardiale
- kaszel z odpluwaniem plwociny podbarwionej krwią (kaszel z komórkami wad serca)
- nawracające zakażenia układu oddechowego
- chrypka spowodowana uciskiem nerwu krtaniowego wstecznego przez powiększony lewy przedsionek – zespół Ortnera
- ucisk w prawym podżebrzu
- kołatanie serca
- ból w klatce piersiowej

### Objawy przedmiotowe
- sinica (facies mitralis – sinawoczerwone policzki)
- nadmierne wypełnienie żył szyjnych
- tętnienie w dołku podsercowym
- tętno słabo napięte, słabo wypełnione (miękkie i małe)

#### Zjawiska osłuchowe

Zjawiska osłuchowe w stenozie mitralnej: zaznaczono tony serca (S1, S2), trzask otwarcia (opening snap) zastawki mitralnej, szmer śródrozkurczowy decrescendo i przedskurczowy szmer crescendo

- głośny, krótki, zaakcentowany "kłapiący" I ton serca (S1), spowodowany patologicznymi zmianami struktury i ruchomości płatków zastawki mitralnej; nieobecny w przypadku dużych zwapnień na zastawce (zastawka jest wówczas nieruchoma[4]);
- ton (trzask) otwarcia zastawki mitralnej: głośny, krótki dźwięk o wysokiej częstotliwości, słyszany we wczesnej fazie rozkurczu, najlepiej słyszalny między koniuszkiem serca a lewym brzegiem mostka, zwykle nad całym sercem; spowodowany nagłym zatrzymaniem i napięciem się nici ścięgnistych lub zmienionych chorobowo płatków zastawki mitralnej w czasie jej otwierania, utrudnionego przez "sklejenie się" płatków zastawki. Odstęp między II tonem serca a trzaskiem otwarcia jest odwrotnie  proporcjonalny do zaawansowania wady, tym mniejszy, im większe zwężenie ujścia;
- szmer (turkot) śródrozkurczowy decrescendo (roulement diastolique[5]) o niskiej częstotliwości, przechodzący w narastający (crescendo) szmer przedskurczowy (tylko u chorego z rytmem zatokowym, zanika w migotaniu przedsionków), o małej częstotliwości, cichy, turkoczący, najgłośniejszy nad koniuszkiem serca, niepromieniujący ("tuż się rodzi i przeważnie tuż zamiera"[6]), najlepiej słyszalny przy pomocy lejka stetoskopu, gdy pacjent leży na lewym boku, głośniejszy po wysiłku fizycznym, na wydechu; niekiedy cichnie przy próbie Valsalvy. Głośność tego szmeru nie zależy od stopnia zwężenia ujścia, ale wielkość zwężenia jest proporcjonalna do długości trwania szmeru. Może mu towarzyszyć mruk rozkurczowy wyczuwalny nad koniuszkiem.

W ciężkim nadciśnieniu płucnym, przy małej pojemności minutowej serca i w przypadku silnego zwapnienia płatków zastawki objawy osłuchowe mogą być nieobecne.
Przy znacznym zwężeniu i obecności nadciśnienia płucnego można usłyszeć szmer Grahama Steella słyszany w polu osłuchowym tętnicy płucnej, świadczący o względnej niedomykalności zastawki pnia płucnego. O dużej stenozie świadczą głośna składowa płucna drugiego tonu (P2) i unoszenie skurczowe prawej komory.

### Powikłania
- migotanie przedsionków na skutek zwiększenia ciśnienia w przedsionku
- zwiększone ryzyko powstania skrzeplin w przedsionku i w konsekwencji większa częstość powikłań zatorowych, głównie zatorów mózgowych
- infekcyjne zapalenie wsierdzia
- obrzęk płuc – na skutek zwiększonego ciśnienia w naczyniach płucnych
- niewydolność prawokomorowa serca z jej powikłaniami (obrzęki, zastoinowa wątroba i nerka).

## Badania dodatkowe
- EKG:
  - P mitrale - poszerzone i rozdwojone załamki P w odprowadzeniach kończynowych oraz nieprawidłowe dwufazowe w odprowadzeniu V1
  - dekstrogram
  - cechy przerostu prawej komory
  - często migotanie przedsionków
- Rtg klatki piersiowej:
  - powiększenie lewego przedsionka i prawej komory
  - zwapnienia zastawki mitralnej
  - poszerzenie pnia tętnicy płucnej
  - obraz obrzęku płuc (śródmiąższowego czy pęcherzykowego)
  - zwapnienia zastawek
- echokardiografia (podstawowe badanie w rozpoznawaniu wad zastawkowych). Echokardiografia przezklatkowa jest badaniem z wyboru w ocenie stenozy mitralnej (ACC/AHA 2006). Na ogół nie ma potrzeby wykonywania echokardiogramu przezprzełykowego. W badaniu tym obserwujemy:
  - zmiany strukturalne w obrębie zastawki, przerost ścian serca
  - pomiar ciśnienia w krążeniu płucnym i w prawej komorze
  - obecność ewentualnych skrzeplin w przedsionku
  - zaburzenia przepływu pomiędzy jamami serca (badanie dopplerowskie)
- próba wysiłkowa:
  - ocena wydolności wysiłkowej
- koronarografia:
  - wykluczenie choroby niedokrwiennej serca

## Leczenie
U chorych z łagodnym bądź umiarkowanym zwężeniem zaleca się leczenie farmakologiczne połączone z regularnymi kontrolami. Chorzy z dużym zwężeniem, bądź u których występują istotne objawy podmiotowe kwalifikują się do leczenia inwazyjnego.

### Leczenie zachowawcze
W leczeniu zachowawczym stosuje się;
- diuretyki
- glikozydy naparstnicy
- inhibitory konwertazy angiotensyny - przy upośledzeniu funkcji lewej komory
- leczenie przeciwkrzepliwe w postaci acenokumarolu

Ponadto ważna jest profilaktyka infekcyjnego zapalenia wsierdzia i nawrotów gorączki reumatycznej.
Zaleca się regularne, niezbyt intensywne ćwiczenia aerobowe w celu utrzymania sprawności układu sercowo-naczyniowego. W dużej stenozie pacjenci powinni unikać nadmiernego wysiłku.

### Leczenie inwazyjne
- przezskórna balonowa walwotomia mitralna (PMBV) – poszerzenie zwężenia za pomocą balonu wprowadzonego przez przegrodę międzyprzedsionkową. Skuteczność zabiegu wynosi około 95%. Niska śmiertelność. Może dojść do rozwoju niedomykalności zastawki dwudzielnej jako powikłania poszerzania.
- operacyjna naprawa zastawki – komisurotomia chirurgiczna – wykonywana z dojścia przez przedsionek lub częściej na otwartym sercu w krążeniu pozaustrojowym.
- wymiana zastawki mitralnej u pacjentów niekwalifikujących się do PMBV ani komisutrotomii operacyjnej.

## Rokowanie
Zwężenie narasta w sposób powolny. Może dochodzić do nadkomorowych zaburzeń rytmu serca (migotanie przedsionków) i zwiększonej częstości incydentów zakrzepowo-zatorowych (a co za tym idzie powikłań neurologicznych).
Rokowanie u chorych bezobjawowych jest dobre (przeżycia 20-letnie wynoszą ok. 40%). Przy występowaniu objawów podmiotowych rokowanie się pogarsza - przeżycie 20-letnie wynosi ok. 10%. Operacyjna wymiana zastawki zwiększa odsetek przeżyć.

Głównymi przyczynami zgonów są: niewydolność serca i powikłania zakrzepowo-zatorowe.

## Klasyfikacja ICD10
| kod ICD10     | nazwa choroby                                |
| ------------- | -------------------------------------------- |
| ICD-10: I34.2 | Niereumatyczne zwężenie zastawki dwudzielnej |
| ICD-10: I05.0 | Reumatyczne zwężenie zastawki dwudzielnej    |
| ICD-10: Q23.2 | Wrodzone zwężenie zastawki dwudzielnej       |